# Província de Butare

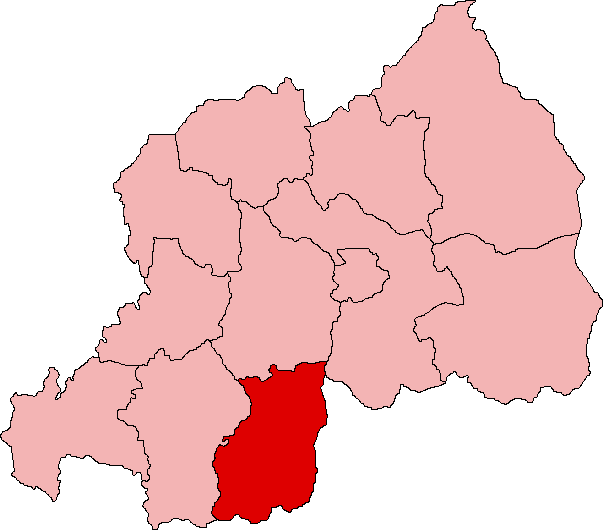
Mapa mostrant la província de Butare

La província de Butare era una província (prefecture) de Ruanda abans de la seva dissolució el gener de 2006. Butare és la segona ciutat més gran de Ruanda i una de les antigues dotze províncies de Ruanda. Està situada a la regió centre-meridional del país i limita amb Burundi cap al sud. Tenia una població de 77.449 a abans de gener de 2006.

## Descripció
Butare estava situada al sud-oest del país i limita amb Burundi. La seva geografia estava en consonància amb la major part de la resta de Ruanda, i era muntanyosa en comparació amb els voltants de Tanzània, però no tan muntanyosa com el nord de Ruanda.

## Genocidi
Durant el seu testimoni al Tribunal Penal Internacional per a Ruanda (ICTR) que investigava el genocidi ruandès de 1994, l'expert André Guichaoua es referia a Butare com la "província rebel". Butare era l'única prefectura a càrrec d'un tutsi, Jean-Baptiste Habyalimana, que s'oposava activament al genocidi. Com que tenia una gran minoria tutsi, la política prefectural estava dominada pel Parti Social Démocrate (PSD), en comptes del Moviment Republicà Nacional per la Democràcia i el Desenvolupament (MRND), del qual el genocida Interahamwe atreia reclutes. Els Interahamwe a Butare eren, per tant, menys nombrosos i menys organitzats que els seus homòlegs a la resta del país. Quan el país va esclatar en un vessament de sang després de la mort del president Juvénal Habyarimana (sense relació amb el prefecte) el 6 d'abril de 1994, només Butare va quedar intacte, amb la notable excepció de la comuna de Nyakizu. Molts tutsis que van fugir de la violència en altres llocs del país van trobar refugi a Butare.
La calma va durar dues setmanes. El president interí Théodore Sindikubwabo, originari de Butare, va nomenar un nou prefecte el 19 d'abril en una cerimònia a la capital de la prefectura. El prefecte Habyalimana va ser arrestat i assassinat després. Una de les següents a morir va ser l'antiga reina Rosalie Gicanda, descrita per l'acusació del TPIR com "un símbol històric per a tots els tutsis". Les unitats paramilitars i interahamwe van ser llavors desallotjades de Kigali, indicant l'inici de la matança. S'ha suggerit que els dirigents governamentals hutu tenien particular preocupació per Butare, perquè molts n'eren natius; a més de Sindikubwabo, el primer ministre Jean Kambanda (la primera persona condemnada pel TPIR), el general Augustin Ndindiliyimana (cap de la Gendarmie), i Pauline Nyiramasuhuko, la ministra de dones i afers familiars, tots van néixer a Butare. Tot i que el genocidi es va retardar dues setmanes, es produïren 220.000 morts. Això supera el 20% del total i el més alt de totes les prefectures.